# Bezirk Neubrandenburg
Het Bezirk Neubrandenburg was een van de 14 Bezirke (districten) van de Duitse Democratische Republiek (DDR). Het district Neubrandenburg kwam tot stand bij de wet van 23 juli 1952 na de afschaffing van de deelstaten.
Na de hereniging met de Bondsrepubliek in 1990 werd het district Neubrandenburg opgeheven en ging het op in de deelstaten Brandenburg en Mecklenburg-Voor-Pommeren.

## Bestuurlijke indeling
Het district bestond uit de Stadtkreis Neubrandenburg plus de volgende Kreise:
- Altentreptow
- Anklam
- Demmin
- Malchin
- Neubrandenburg-Land
- Neustrelitz
- Pasewalk
- Prenzlau
- Röbel/Müritz
- Strasburg
- Templin
- Teterow
- Ueckermünde
- Waren

Bezirke: Cottbus · Dresden · Erfurt · Frankfurt · Gera · Halle · Karl-Marx-Stadt · Leipzig · Magdeburg · Neubrandenburg · Potsdam · Rostock · Schwerin · Suhl

Overig gebied: Oost-Berlijn